# تجانس حيوي
التجانس الحيوي هو العملية التي يصبح بموجبها مجتمعان بيئيان -أو أكثر- موزعان في حيز مكاني متشابهين على نحو متزايد مع مرور الوقت. قد تكون هذه العملية جينية أو تصنيفية أو وظيفية، وتؤدي إلى فقدان التنوع بيتا (β). وفيما يستخدم المصطلح أحيانًا بالتبادل مع «التجانس التصنيفي» و«التجانس الوظيفي» و«التجانس الجيني»، فإن التجانس البيولوجي في الواقع مفهوم أوسع يشمل الثلاثة الأخرى. تنبع هذه الظاهرة من مصدرين رئيسيين: انقراض الأنواع المحلية وهجمات الأنواع الدخيلة. وفي حين أن هذه العملية قد تسارعت مؤخرًا بسبب التدخلات البشرية، فإنها تسبق الحضارة الإنسانية، كما يتضح من السجل الأحفوري، وما تزال تحدث بسبب الآثار الطبيعية. أصبح التجانس الحيوي البيولوجي معترفًا به كعنصر هام من عناصر أزمة التنوع البيولوجي، ولذلك أصبح له أهمية متزايدة بالنسبة لاختصاصيي حفظ التوازن البيئي.

## نظرة عامة

### التجانس مقابل التمايز
التجانس هو عملية تقارب المجموعات التي أصبحت متشابهة بشكل متزايد: العكس هو عملية تقارب المجموعات التي تصبح مختلفة بشكل متزايد مع مرور الوقت، وهي عملية تعرف باسم «التمايز الحيوي». مثلما يحتوي التَجْنيس الحيوي على مكونات وراثية وتصنيفية ووظيفية، يمكن أن يحدث التمايز في أي من مستويات التنظيم هذه.

### تنوع الألفا والبيتا
يتطلب فهم التجانس فهمًا للفروق بين تنوع ألفا (α) وبيتا (β). يشير التنوع ألفا إلى التنوع داخل المجتمع؛ فهو يمثل عدد الأنواع الموجودة. يحتوي المجتمع ذو التنوع العالي على العديد من الأنواع الموجودة. يقارن التنوع التجريبي المجتمعات المتعددة. ولكي يكون هناك تنوع عالٍ، يجب أن يكون لدى مجموعتين تنوع عالٍ من درجة ألفا ولكن تمتلكان أنواعًا مختلفة وفريدة من نوعها.

### استقدام الأنواع وانقراضها وانتشارها
عندما تُستَقدم الكائنات الحية إلى موطن ما، سواء كان طبيعيًا أو اصطناعيًا، يزداد ثراء الأنواع بشكل عام (على افتراض أنه لا توجد أنواع أخرى مفقودة في الوقت نفسه). وبالمثل، عندما تنقرض أنواع، فإن ثراء الأنواع يتناقص، مجددًا مع افتراض عدم وجود تغييرات أخرى في المجموعة. بنفس الوتيرة، عندما تكون هناك زيادة صافية في ثراء الأنواع، هناك اعتقاد خاطئ شائع هو افتراض حدوث تمايز. هذا، ومع ذلك، قد يحدث وقد لا يحدث. بينما تشير الزيادة في ثراء الأنواع إلى زيادة في تنوع (α)، فإن التجانس والتمايز يحددان تنوع (β).

### إيجابيات ثراء الأنواع
في حين أنه قد تبدو مسـألة غير بديهية، لكن هناك أوقات تؤدي فيها زيادة ثراء الأنواع (تنوع α) أيضًا إلى زيادة التجانس. إذا أخذنا مثالًا على مجتمعين: يحتوي المجتمع على أربعة أنواع (أ، ب، ج، د). المجتمع الثاني يحتوي على ثلاثة أنواع (ج، د، ه). في حين أن هناك تداخلًا بين هذين المجتمعين، إلا أنهما مختلفان بالتأكيد. ومع ذلك، إذا واجه المجتمع الثاني تغييرًا جذريًا حيث ينقرض (ج) بينما يُستقدَم (أ) و(ب) في وقت واحد، فإنه يدل الآن على ثراء الأنواع العالي (تنوع أكبر من ألفا)، لأنه هناك الآن أربعة أنواع موجودة بدلاً من ثلاثة. ومع ذلك، في الوقت نفسه، أصبح المجتمعان الأول والثاني متطابقَين، ما أزال أي تنوع: لقد تجانسا. كثيرًا ما لوحظ هذا الاتجاه بعينه في دراسات التجانس الحيوي.
في بعض الأحيان، يمكن أن يؤدي انخفاض ثراء الأنواع إلى زيادة التنوع (β) والتمايز. في المثال أعلاه، إذا فقد المجتمع الأول الأنواع (د) وفقد المجتمع الثاني الأنواع (ج)، سيكون لدى كلا المجتمعين تنوع (α) أقل، لأن كلًا منهما فقد نوع واحدًا. ومع ذلك، لن يكون هناك أي نوع مشترك بين المجتمعين، ما سيزيد بشكل كبير من التنوع (β) الذي يؤدي بدوره إلى التمايز.

### سلبيات ثراء الأنواع
في بعض الحالات، يمكن أن تؤدي زيادة التنوع (α) نظريًا إلى زيادة التنوع والتمايز. عندما نعود إلى المثال السابق، ما يزال المجتمع الأول يحتوي على أربعة أنواع (أ، ب، ج، د)، بينما يحتوي المجتمع الثاني على ثلاثة (ج، د، ه). هذه المرة، انقرض (ج) في المجتمع الثاني، ولكن استُقدم (و) و(ز) في نفس الوقت. لدى المجتمع الثاني الآن ثراء أكبر، وبالتالي تنوع (α) أكبر. لديه الآن أيضًا نوع واحد مشترك مع مجتمع واحد بدلًا من نوعين. يختلف المجتمعان الآن عن بعضهما البعض في البداية، ما يشير إلى تنوع أكبر، وبالتالي تمايز حيوي.
يمكن أن يؤدي انخفاض الثراء أيضًا إلى التجانس. إذا انقرض (أ) في المجتمع الأول و(ه) في المجتمع الثاني، فإن كلا المجتمعين سيقل ثراؤه أقل، لأن كلاهما سيكون من نوع واحد. سيكون هناك أيضًا تداخل أكبر في تآلف الأنواع بين المجتمعين، ما يشير إلى فقدان التنوع وزيادة التجانس.

### الضغط المؤدي إلى التجانس
يمكن أن ينجم التجانس عن ضغوط بشرية أو طبيعية. العديد من حالات استقدام الأنواع هي نتيجة إما إدخال غير مقصود أو متعمد للأنواع من قبل البشر، سواء كان ذلك لتجارة الحيوانات الأليفة أو الترفيه أو الزراعة. ويمكن أن يكون للتحضر أيضًا تأثيرات عميقة على الكائنات الحية، ما يؤدي إلى تغييرات في التجمعات. يمكن للانتقاء الطبيعي والقوى التطورية الأخرى التي تؤدي إلى الانقراض أن تقود أيضًا إلى التجانس. في بعض الأحيان، يمكن أن تتعرض التجمعات السكانية المنعزلة سابقًا لبعضها البعض بشكل طبيعي. يمكن أن تسبب التفاعلات المتبادلة بين الأنواع أيضًا انقراضًا محليًا، إذ تكون العلاقة افتراسية أو مسببة للأمراض.

## المقومات

### جينية
يشير التجانس الجيني إلى العمليات الجزيئية المُتضمَنة في التجانس الحيوي. وينتج عادة عن التهجين مع الأنواع غير الأصلية، ما يؤدي إلى انخفاض التباين في تجمع الجينات. قد تكون أحداث التهجين هذه إما بين الأنواع أو ضمن النوع. يمكن تحليل التجانس الجيني من ناحية التواترات الأليلية، والتي تحقق من خلال مقارنة كيفية تكوين أنماط وراثية معينة. إذا حدث أليل ما بتواتر متماثل بين جماعتين، فعندئذٍ هناك تجانس أكبر. القوى التطورية الأخرى مثل تأثيرات المنشأ وتأثيرات الانقراض الوشيك يمكن أن تؤدي أيضًا إلى التجانس الجيني.

### تصنيفية
ربما يكون التجانس التصنيفي هو أكثر مكونات التجانس الحيوي شهرةً ودراسةً على نطاق واسع، وكثيرًا ما يستخدم المصطلحان بالتبادل. ويُعرف بشكل دقيق على أنه تناقص في التنوع (β)، ما يعني أن المجتمعات المتعددة تتزايد في التجانس التصنيفي مع مرور الوقت. الاعتقاد الخاطئ الشائع عن التجانس التصنيفي هو أنه يمثل خسارة في التنوع (α)، أو أنه يؤدي إلى انخفاض ثراء الأنواع. ومع ذلك، قد تظهر التجمعات تحت التجانس التصنيفي في الواقع زيادة في التنوع (α)، وهي ظاهرة لوحظت في المجموعات النباتية والحيوانية والميكروبية.

### وظيفية
يشير التجانس الوظيفي إلى زيادة التشابه في الوظيفة عبر المجتمع؛ أي التشابه في الأدوار التي تؤديها الأنواع. في النظام البيئي الخاضع للتجانس الوظيفي، هناك أنواع متزايدة تشغل نفس الدور الوظيفي أو المكان المناسب، مع وجود عدد أقل من الأنواع التي تشغل أماكن فريدة.

## تحليلية
يتطلب قياس التجانس الحيوي قياسَ التنوع في النهاية. وعادةً ما يُدرس التجانس التصنيفي من خلال مقارنة تجمعين من الأنواع يمكن فصلهما مكانيًا أو زمنيًا أو كليهما. ويمكن للباحثين اختيار استخدام تجمعات موجودة فقط أو تجمعات تحتوي على كل من الأنواع الموجودة والأنواع التاريخية المعاد بناؤها. وليس من غير المألوف مقارنة العلاقات بين التنوع (α) والتنوع (β) في مجتمع ما.